# Université populaire de Grenoble
Pour les articles homonymes, voir Université populaire (homonymie).
L’Université populaire de Grenoble est inaugurée le 17 janvier 2007 par Laurent Dartigues. Elle suit le modèle de l'Université populaire de Caen. 

## Présentation
L'Université populaire de Grenoble s’inscrit dans la continuité des universités populaires qui, depuis le XIXe siècle jusqu’à leur renouveau actuel, permettent aux personnes de tous les milieux et de toutes les formations d’acquérir des savoirs de haut niveau dans un esprit d’émancipation sociale, politique et individuelle,.
Fondée en 2017 par Laurent Dartigues, elle est dirigée en 2022 par Henri Oberdorf.
Elle est installée au 5 rue Hauquelin à Grenoble.

## Thèmes
En 2013, une conférence est organisée sur le thème de Psychanalyse et sciences du cerveau.[source insuffisante]

Au fil des saisons, l'université populaire de Grenoble propose notamment de nombreuses conférences sur l'Europe,.